# Segunda División de España 1978-79
La temporada 1978–79 de la Segunda División de España de fútbol corresponde a la 48.ª edición del campeonato y se disputó entre el 3 de septiembre de 1978 y el 10 de junio de 1979.
El campeón de Segunda División fue la AD Almería.

## Sistema de competición
La Segunda División de España 1978/79 fue organizada por la Federación Española de Fútbol (RFEF).
El campeonato contó con la participación de 20 clubes y se disputó siguiendo un sistema de liga, de modo que todos los equipos se enfrentaron entre sí, todos contra todos en dos ocasiones -una en campo propio y otra en campo contrario- sumando un total de 38 jornadas. El orden de los encuentros se decidió por sorteo antes de empezar la competición.
Los tres primeros clasificados ascendieron directamente a Primera División, y los cuatro últimos clasificados descendieron directamente a Segunda División B.

## Clubes participantes
| Datos de ascensos y descensos con respecto a la temporada anterior |
| --- |
| Real Betis, Elche CF y Cádiz CF descienden de Primera División. Real Zaragoza CD, RC Recreativo de Huelva y RC Celta de Vigo ascienden a Primera División. Real Oviedo CF, Córdoba CF, CD Tenerife y CF Calvo Sotelo descienden a Segunda División B. Algeciras CF, AD Almería, Castilla CF y Racing de Ferrol ascienden a Segunda División. |

| Equipo                                | Ciudad                | Estadio                |
| ------------------------------------- | --------------------- | ---------------------- |
| Algeciras Club de Fútbol              | Algeciras             | El Mirador             |
| Agrupación Deportiva Almería          | Almería               | Antonio Franco Navarro |
| Baracaldo Club de Fútbol              | Baracaldo             | Lasesarre              |
| Real Betis Balompié                   | Sevilla               | Benito Villamarín      |
| Cádiz Club de Fútbol                  | Cádiz                 | Ramón de Carranza      |
| Club Deportivo Castellón              | Castellón de la Plana | Castalia               |
| Castilla Club de Fútbol               | Madrid                | Ciudad Deportiva       |
| Deportivo Alavés                      | Vitoria               | Mendizorroza           |
| Real Club Deportivo de La Coruña      | La Coruña             | Riazor                 |
| Elche Club de Fútbol                  | Elche                 | Nuevo Estadio          |
| Club Getafe Deportivo                 | Getafe                | Las Margaritas         |
| Granada Club de Fútbol                | Granada               | Los Cármenes           |
| Real Jaén Club de Fútbol              | Jaén                  | La Victoria            |
| Club Deportivo Málaga                 | Málaga                | La Rosaleda            |
| Club Real Murcia                      | Murcia                | La Condomina           |
| Club Atlético Osasuna                 | Pamplona              | El Sadar               |
| Racing Club de Ferrol                 | Ferrol                | Manuel Rivera          |
| Centre d'Esports Sabadell Futbol Club | Sabadell              | Nova Creu Alta         |
| Tarrasa Club de Fútbol                | Tarrasa               | Municipal              |
| Real Valladolid Deportivo             | Valladolid            | José Zorrilla          |

## Clasificación y resultados

### Clasificación
| Pos. | Equipo                    | Pts. | PJ | G  | E  | P  | GF | GC | Dif. | Clasificación                 |
| ---- | ------------------------- | ---- | -- | -- | -- | -- | -- | -- | ---- | ----------------------------- |
| 1    | A. D. Almería (C, A)      | 47   | 38 | 21 | 5  | 12 | 62 | 44 | +18  | Ascenso a Primera División    |
| 2    | C. D. Málaga (A)          | 47   | 38 | 19 | 9  | 10 | 47 | 27 | +20  | Ascenso a Primera División    |
| 3    | Real Betis (A)            | 46   | 38 | 18 | 10 | 10 | 58 | 35 | +23  | Ascenso a Primera División    |
| 4    | Real Valladolid           | 46   | 38 | 20 | 6  | 12 | 47 | 32 | +15  |                               |
| 5    | Elche C. F.               | 45   | 38 | 16 | 13 | 9  | 50 | 31 | +19  |                               |
| 6    | Granada C. F.             | 44   | 38 | 16 | 12 | 10 | 46 | 34 | +12  |                               |
| 7    | Castilla C. F.            | 42   | 38 | 18 | 6  | 14 | 55 | 45 | +10  |                               |
| 8    | Cádiz C. F.               | 41   | 38 | 15 | 11 | 12 | 52 | 47 | +5   |                               |
| 9    | Deportivo Alavés          | 40   | 38 | 15 | 10 | 13 | 45 | 31 | +14  |                               |
| 10   | Getafe Deportivo          | 40   | 38 | 17 | 6  | 15 | 57 | 56 | +1   |                               |
| 11   | C. D. Castellón           | 38   | 38 | 12 | 14 | 12 | 48 | 43 | +5   |                               |
| 12   | C. D. Sabadell C. F.      | 37   | 38 | 12 | 13 | 13 | 50 | 49 | +1   |                               |
| 13   | C. A. Osasuna             | 37   | 38 | 15 | 7  | 16 | 51 | 51 | 0    |                               |
| 14   | Real Murcia C. F.         | 35   | 38 | 12 | 11 | 15 | 35 | 52 | −17  |                               |
| 15   | R. C. Deportivo La Coruña | 35   | 38 | 13 | 9  | 16 | 43 | 45 | −2   |                               |
| 16   | Algeciras C. F.           | 34   | 38 | 13 | 8  | 17 | 40 | 53 | −13  |                               |
| 17   | Real Jaén C. F. (D)       | 34   | 38 | 12 | 10 | 16 | 41 | 55 | −14  | Descenso a Segunda División B |
| 18   | Tarrasa C. F. (D)         | 29   | 38 | 9  | 11 | 18 | 34 | 51 | −17  | Descenso a Segunda División B |
| 19   | Baracaldo C. F. (D)       | 28   | 38 | 10 | 8  | 20 | 31 | 53 | −22  | Descenso a Segunda División B |
| 20   | Racing de Ferrol (D)      | 15   | 38 | 4  | 7  | 27 | 22 | 80 | −58  | Descenso a Segunda División B |

 Fuente: BDFútbol
Criterios de clasificación: Puntos · Enfrentamientos directos · Diferencia de goles · Goles a favor · Play-off

### Resultados
| Local \ Visitante         | ALV | ALG | ALM | BAR | BET | CAD | CAE | CAI | DEP | ELC | GET | GRA | JAE | MAL | MUR | OSA | RFE | SAB | TAR | VLD |
| ------------------------- | --- | --- | --- | --- | --- | --- | --- | --- | --- | --- | --- | --- | --- | --- | --- | --- | --- | --- | --- | --- |
| Deportivo Alavés          | —   | 2–0 | 2–0 | 2–0 | 5–2 | 1–0 | 1–1 | 1–0 | 1–0 | 0–0 | 2–0 | 1–0 | 4–0 | 2–0 | 0–0 | 1–0 | 4–1 | 2–1 | 0–1 | 1–2 |
| Algeciras C. F.           | 2–1 | —   | 2–1 | 1–0 | 0–0 | 1–1 | 1–1 | 3–0 | 2–1 | 0–3 | 2–0 | 1–0 | 3–0 | 1–0 | 0–1 | 2–2 | 2–0 | 0–2 | 1–0 | 1–0 |
| A. D. Almería             | 3–1 | 2–1 | —   | 2–0 | 2–1 | 1–1 | 3–0 | 2–1 | 2–1 | 2–0 | 3–1 | 2–0 | 2–1 | 3–0 | 3–1 | 3–0 | 1–0 | 2–2 | 3–0 | 2–1 |
| Baracaldo C. F.           | 0–0 | 1–0 | 0–1 | —   | 1–0 | 0–5 | 0–0 | 1–1 | 0–0 | 0–0 | 2–0 | 3–1 | 0–0 | 0–1 | 4–0 | 3–0 | 1–1 | 1–0 | 1–0 | 2–0 |
| Real Betis                | 1–0 | 4–1 | 4–0 | 4–0 | —   | 0–0 | 2–1 | 5–0 | 2–1 | 0–0 | 2–2 | 2–1 | 1–0 | 2–1 | 3–0 | 0–0 | 3–1 | 5–1 | 1–2 | 1–0 |
| Cádiz C. F.               | 1–1 | 1–2 | 1–0 | 5–4 | 1–2 | —   | 3–2 | 0–0 | 1–0 | 2–1 | 2–1 | 0–0 | 1–0 | 1–1 | 2–0 | 3–1 | 2–1 | 3–1 | 0–0 | 0–0 |
| C. D. Castellón           | 0–0 | 0–0 | 3–0 | 3–0 | 3–2 | 3–2 | —   | 4–1 | 2–0 | 1–1 | 1–3 | 1–1 | 4–2 | 0–0 | 3–1 | 1–0 | 3–0 | 0–0 | 3–0 | 0–1 |
| Castilla C. F.            | 1–0 | 1–0 | 4–3 | 2–0 | 1–3 | 3–2 | 0–1 | —   | 1–0 | 2–1 | 1–0 | 0–0 | 1–1 | 0–1 | 4–0 | 2–0 | 7–0 | 3–1 | 2–0 | 1–0 |
| R. C. Deportivo La Coruña | 1–1 | 5–1 | 0–0 | 1–0 | 0–0 | 4–1 | 2–0 | 3–5 | —   | 0–0 | 3–0 | 0–3 | 2–1 | 1–1 | 0–0 | 4–1 | 2–1 | 2–0 | 1–0 | 2–0 |
| Elche C. F.               | 1–4 | 5–1 | 3–0 | 2–0 | 0–0 | 3–0 | 2–0 | 2–1 | 0–1 | —   | 1–1 | 0–0 | 2–0 | 2–1 | 1–0 | 3–0 | 2–2 | 3–1 | 1–0 | 2–0 |
| Getafe Deportivo          | 2–1 | 4–2 | 1–0 | 3–0 | 0–0 | 4–1 | 2–2 | 3–1 | 2–1 | 1–1 | —   | 2–1 | 2–0 | 0–3 | 1–1 | 2–1 | 5–0 | 2–1 | 2–0 | 2–1 |
| Granada C. F.             | 1–0 | 2–1 | 3–1 | 2–1 | 1–0 | 1–0 | 0–0 | 2–2 | 1–1 | 1–0 | 5–0 | —   | 0–0 | 2–1 | 3–0 | 2–0 | 1–0 | 3–1 | 1–1 | 2–0 |
| Real Jaén C. F.           | 1–0 | 1–0 | 2–2 | 3–0 | 2–2 | 2–3 | 1–0 | 1–0 | 1–0 | 1–0 | 3–2 | 0–0 | —   | 0–0 | 1–1 | 4–2 | 3–0 | 0–1 | 1–1 | 3–1 |
| C. D. Málaga              | 2–0 | 2–0 | 0–0 | 2–1 | 3–0 | 2–0 | 2–0 | 2–1 | 3–0 | 2–0 | 2–0 | 2–0 | 3–0 | —   | 1–0 | 1–0 | 1–0 | 1–1 | 0–0 | 0–0 |
| Real Murcia C. F.         | 2–2 | 3–2 | 1–4 | 2–1 | 0–0 | 2–1 | 1–1 | 0–1 | 1–0 | 1–1 | 1–0 | 2–2 | 1–1 | 2–1 | —   | 2–0 | 0–0 | 0–2 | 2–0 | 4–2 |
| C. A. Osasuna             | 1–1 | 3–2 | 1–0 | 3–1 | 3–1 | 2–0 | 1–1 | 1–0 | 4–0 | 2–0 | 2–1 | 2–0 | 4–2 | 3–2 | 0–1 | —   | 4–0 | 1–1 | 3–0 | 0–0 |
| Racing de Ferrol          | 1–0 | 0–0 | 0–2 | 1–2 | 0–2 | 0–4 | 2–1 | 0–1 | 2–2 | 1–1 | 1–3 | 0–1 | 4–0 | 0–1 | 0–1 | 1–0 | —   | 0–0 | 0–1 | 0–1 |
| C. D. Sabadell C. F.      | 1–1 | 2–2 | 2–1 | 2–0 | 0–1 | 1–1 | 2–0 | 1–4 | 0–1 | 3–3 | 4–2 | 1–1 | 4–0 | 1–0 | 3–1 | 3–0 | 2–0 | —   | 1–1 | 1–1 |
| Tarrasa C. F.             | 1–0 | 0–0 | 1–3 | 1–3 | 1–0 | 0–1 | 1–1 | 0–0 | 4–1 | 0–2 | 0–1 | 4–2 | 0–2 | 2–2 | 1–0 | 2–4 | 6–1 | 0–0 | —   | 2–5 |
| Real Valladolid           | 1–0 | 2–0 | 2–1 | 2–1 | 1–0 | 0–0 | 3–1 | 1–0 | 1–0 | 0–1 | 2–0 | 2–0 | 2–1 | 2–0 | 1–0 | 0–0 | 7–1 | 1–0 | 2–1 | —   |

## Resumen
Campeón de Segunda División:
| - Agrupación Deportiva Almería |

Ascienden a Primera División:
| - Agrupación Deportiva Almería | - Club Deportivo Málaga | - Real Betis Balompié |

Descienden a Segunda División B: 
| - Real Jaén Club de Fútbol | - Tarrasa Club de Fútbol | - Baracaldo Club de Fútbol | - Racing Club de Ferrol |